# Georg Federer
Georg Federer (* 8. September 1905 in Stuttgart; † 24. Juni 1984 ebenda) war ein deutscher Diplomat.

## Biografie
Nach dem Schulbesuch begann er zunächst 1923 eine Berufsausbildung zum Bankkaufmann, die er jedoch 1924 abbrach, um Rechtswissenschaften an der Albert-Ludwigs-Universität Freiburg, der Ludwig-Maximilians-Universität München sowie der Friedrich-Wilhelms-Universität zu Berlin zu studieren. Nach der Ablegung der Ersten Juristischen Staatsprüfung 1928 sowie der Zweiten Staatsprüfung 1931 trat er in den Justizdienst des Volksstaates Württemberg.
1935 trat er in den Diplomatischen Dienst als Attaché ein und fand nach Ablegung der diplomatisch-konsularischen Prüfung 1936 zunächst Verwendung an der Auslandsvertretung in Riga. 1938 wechselte er als Mitarbeiter an die Botschaft in London und war zuletzt von 1940 bis 1945 an der Gesandtschaft in Bern tätig, wo er 1943 zum Gesandtschaftsrat befördert wurde. Am 23. August 1940 hatte er die Aufnahme in die NSDAP beantragt und war zum 1. Juni 1941 aufgenommen worden (Mitgliedsnummer 8.358.485).
Nach dem Ende des Zweiten Weltkrieges war er von 1945 bis 1950 Leiter der Abteilung für Auslandsarbeit des Evangelischen Hilfswerkes, über seine Entnazifizierung ist nichts bekannt. Daneben gehörte er zu den Mitbegründern der Wochenzeitung „Christ und Welt“ 1948, deren Mitherausgeber er 1951 bis 1952 war und an dessen Verlag er als Gesellschafter mit 16 Prozent beteiligt war. Daneben war er im August 1950 Leiter des Sekretariats der Delegation der BRD bei der Tagung des Europarates in Straßburg sowie zwischen Oktober und Dezember 1950 Dolmetscher sowie Sekretär der Delegation der BRD bei der Konferenz über Kriegsgefangene der Vereinten Nationen in New York City.
Am 3. November 1952 wurde er in den diplomatischen Dienst zurückgerufen und war zunächst Mitarbeiter der Botschaft in Washington, D.C., wo er 1953 zum Botschaftsrat befördert wurde. 1956 kehrte er nach Bonn zurück und wurde als Vortragender Legationsrat 1. Klasse Leiter des Referats 202 (Deutschland). Im Anschluss war er 1958 für einige Zeit Leiter des Referats 991 (Parlamentsreferat).
Am 6. Oktober 1958 wurde er zum Generalkonsul in New York City ernannt und bekleidete dieses Amt bis zu seiner Ernennung zum Botschafter in Ägypten 1964 als Nachfolger des in den Ruhestand getretenen Walter Weber.
Nach einer Tätigkeit im Auswärtigen Amt in Bonn sowie als Stellvertretender Präsident der Deutschen Gesellschaft für Auswärtige Politik (DGAP) von 1965 bis 1966 war er als Nachfolger des in den Ruhestand verabschiedeten Herbert Siegfried zwischen 1966 und 1967 Botschafter in Belgien. Zuletzt war er von 1967 bis 1970 Leiter der Abteilung Z (Personal und Verwaltung) des Auswärtigen Amtes und trat danach mit Erreichen der Altersgrenze in den Ruhestand.